# 102-мм корабельна гармата (Б-2)
102-мм корабельна гармата (Б-2) (рос. 102-мм корабельная пушка (Б-2) — радянська корабельна гармата періоду Другої світової війни. Розроблена у 1920-х роках на основі 102-мм гармати Обухівського заводу часів царату, артилерійська система Б-2 була прийнята на озброєння РСЧФ і стала основним корабельним озброєнням перших радянських підводних човнів, а також деяких надводних кораблів СРСР.
Але, через значні конструктивні недоліки артилерійської системи, першої, що розроблялася за СРСР, змусили розробників розпочати проєктування нової 100-мм корабельної гармати, що згодом стала артилерійською установкою Б-24 (Б-24-ПЛ).

## Історія
Коли почалося будівництво перших радянських підводних човнів І серії, то з'ясувалося, що артилерії для них немає. На той час наявність палубної гармати на ПЧ вважалася обов'язковою, особливо для великих океанських підводних човнів. У розпорядженні конструкторів реально були лише 102-мм гармати, якими озброювалися ескадрені міноносці типу «Новик». Однак ці довгоствольні артилерійські системи виявилися надмірно громіздкими для човнів. Оскільки конструкторські кадри царських часів було втрачено, а наявних конструкторів створення нової зброї у стислі терміни виявилося справою нереальною, пішли шляхом найменшого спротиву.
У 1927 році розпочалося проєктування 102-мм корабельної гармати для підводних човнів. Довжина ствола була зменшена до 45 калібрів, а кут піднесення збільшений до 60°. Зменшення довжини ствола призвело до порушення його врівноваженості на станку, що призвело до необхідності використовувати пружинний компенсатор. Випробування зброї почалися 1930 р., і з 1931 р. вони надійшли на озброєння підводних човнів типу «Декабрист». Але, практично з перших днів виявилися основні недоліки гармати: низька швидкострільність (4 — 6 постр./хв) і вкрай незручне заряджання при кутах піднесення понад 45°, що унеможливлювало використання його в ролі протиповітряного засобу. В результати випуск гармат в установці Б-2 був припинений у 1933 році.

## Кораблі, озброєні 102-мм корабельною гарматою Б-2
| - Підводні човни типу «Декабрист» - Підводні човни типу «Ленінець» - Річкові монітори проєкту СБ-37 |

## Зброя схожа за ТТХ та часом застосування
- 102-мм корабельна гармата QF 4 inch Mk V
- 102-мм корабельна гармата BL 4-inch Mk IX
- 102-мм корабельна гармата Mk IV, XII, XXII
- 102-мм корабельна гармата QF 4 inch Mk XVI
- 102-мм корабельна гармата QF 4 inch Mk XIX
- Морська гармата 10,5 см SK C/32
- 105-мм корабельна гармата SK C/33
- 105-мм корабельна гармата SK L/45
- 100-мм корабельна гармата OTO Mod. 1924/1927/1928
- 102-мм корабельна гармата 102/35 Mod. 1914
- 102-мм корабельна гармата Bofors
- / 102 мм гармата Обухівського заводу
- 100-мм корабельна гармата (Б-24)
- 100-мм корабельна гармата (Б-34)
- 100-мм корабельна гармата 100 mm/45 Model 1930
- 105-мм корабельна гармата 4"/40
- 102-мм корабельна гармата Mark 4"/50